# Łojmoła
Łojmoła (ros. Лоймола) – osiedle w Rosji, w Karelii, w rejonie suojarwskim. W 2010 liczyło 683 mieszkańców.
W miejscowości jest stacja kolejowa Łojmoła.